# باشگاه والیبال زنان استقلال تهران

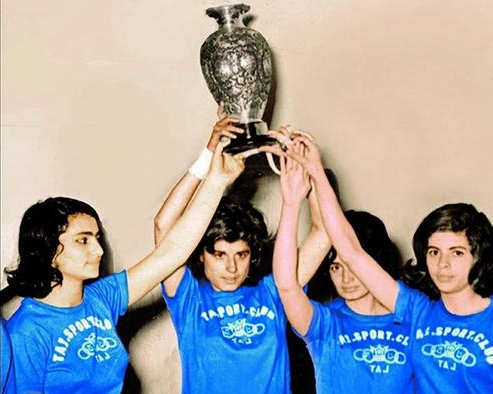
جام قهرمانی والیبال بانوان باشگاه‌های تهران در سال ۱۳۴۱ بر دستان اشرف وحیدیان، کاپیتان باشگاه تاج و هم‌تیمی‌های او.

باشگاه والیبال زنان استقلال تهران که پیش از انقلاب ۱۳۵۷ ایران با نام باشگاه والیبال زنان تاج تهران نیز شناخته می‌شد یک باشگاه والیبال در شهر تهران بود. این تیم در رقابت‌های باشگاه‌های تهران و جام شهبانو شرکت می‌کرد.

## افتخارات
- جام شهبانو[۱]
  - قهرمانی: ۱۳۵۴

- جام قهرمانی باشگاه‌های تهران
  - قهرمانی:  ۱۳۴۱،[۲] ۱۳۵۰، ۱۳۶۲ [۳]
  - نایب قهرمانی: ۱۳۵۲
  - سومی: ۱۳۵۳

## نگارخانه

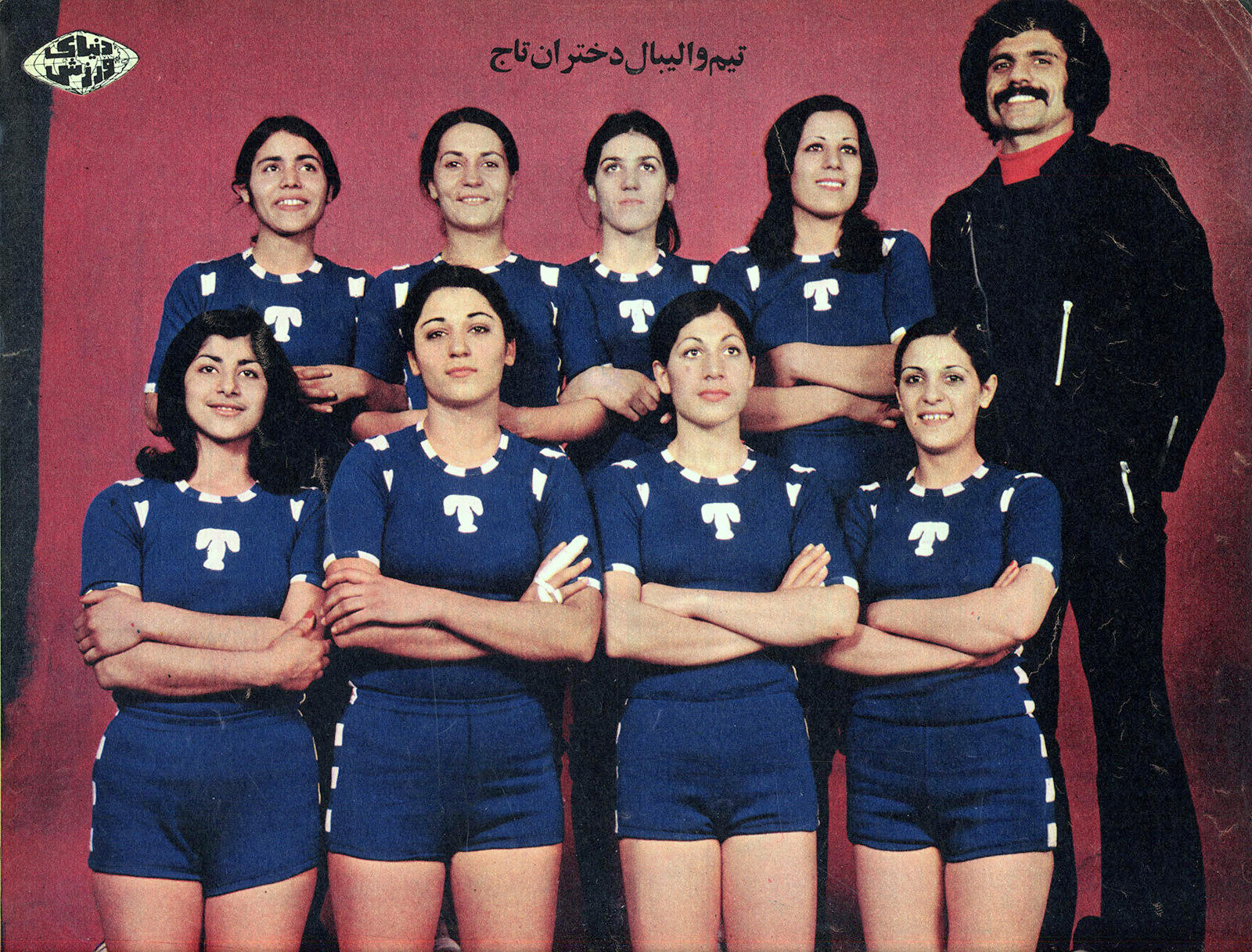
تیم والیبال زنان تاج
تیم والیبال زنان تاج در جام والیبال شهبانو ۱۳۵۴
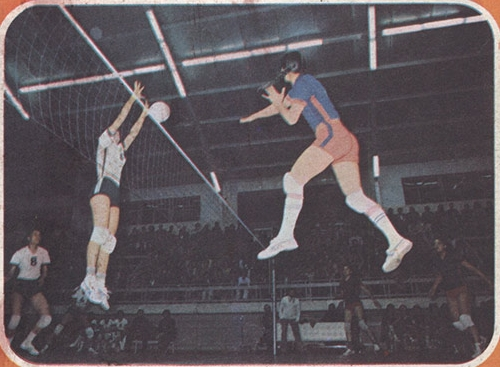
صحنه ای از بازی پاس برابر تاج. آخرین بازی از جام قهرمانی باشگاه‌های تهران ۱۳۵۳. پاس (آبی پوش) با پیروزی برابر تاج (سفید پوش) به مقام نایب قهرمانی مسابقات رسید.
تیم تاج قهرمان جام کوروش کبیر سال ۱۳۵۰. نفرات ایستاده از راست به چپ: روحی پندنواز، پری فردی، پری کریم و ژاله سید هادی‌زاده. نفرات نشسته از راست به چپ: فاطمه سپنجی، سوفیا احمدی، پروین عابدینی و سرور سعادتی.
تیم والیبال زنان تاج نایب قهرمان جام باشگاه‌های تهران در سال ۱۳۴۸
تیم والیبال زنان تاج قهرمان جام باشگاه‌های تهران در سال ۱۳۵۵